# Maddison Brown
Maddison Brown (Australia, 23 de abril de 1997) es una actriz y modelo australiana. Es conocida por su papel de Kirby Anders en la telenovela Dynasty de The CW.

## Primeros años
Brown tiene dos hermanas mayores y su hermana Allyson jugó baloncesto para Australia. A la edad de 5 años, Brown comenzó a actuar y luego comenzó a modelar a los 12 años. Cuando Brown tenía 16 años dejó la escuela secundaria y Australia para seguir una carrera como modelo en la ciudad de Nueva York. Sus padres la acompañaron durante los primeros viajes, pero luego se quedó sola.

## Carrera
Hizo su debut como actriz a la edad de seis años en la película para televisión Go Big, protagonizada por Justine Clarke. En declaraciones a Wonderland Magazine en 2015, Brown declaró que actuar de pequeña la ayudó a lidiar con el rechazo, lo que facilitó sus primeros años como modelo.
Poco después de mudarse a Nueva York, Brown fue elegido junto a Nicole Kidman en la película dramática de 2015 Strangerland y describió la experiencia como "maravillosa" y "que cambió la carrera".
Al año siguiente, coprotagonizó la serie dramática australiana The Kettering Incident junto a Elizabeth Debicki.
En 2018, Brown se unió al elenco de la telenovela Dynasty de The CW interpretando el papel de Kirby Anders. El programa se filmó en Atlanta y Brown tardó un poco en adaptarse debido a la nostalgia.
Algunas de las marcas para las que Brown ha modelado son Calvin Klein, Miu Miu, Jason Wu y Jasper Conran. Brown es embajador de Pantene y Longines.

## Vida personal
En declaraciones a Vice en 2014, Brown dijo que tenía problemas para conectarse con personas de su edad porque había vivido sola en el extranjero y había estado trabajando durante tanto tiempo. A pesar de perderse los derechos de paso de la escuela secundaria australiana, como la escuela formal y la semana escolar, Brown dijo que no le importaba demasiado porque no le gusta la fiesta ni la bebida.
En junio de 2019, Brown estuvo en el programa de Zach Sang donde interpretó a F ** k, Marry, Kill. Dijo que nunca se casaría con un hermano de Hemsworth porque sentía que eran demasiado guapos y se sentía demasiado insegura. A pesar de esto, en octubre de 2019, Brown fue vista de la mano de Liam Hemsworth en Nueva York.
Al hablar en Harpers Bazaar Australia en 2020 sobre cómo se percibe a las mujeres en Hollywood, Brown declaró: "Las mujeres todavía tienen que ser diez veces más amables y trabajar diez veces más duro para tener las mismas oportunidades que los hombres en Hollywood. Y a menudo se oye hablar de mujeres ser etiquetadas como divas o difíciles de trabajar, pero eso se escucha mucho menos sobre los hombres. Eso es porque nosotros, como sociedad, estamos más dispuestos a etiquetar a las mujeres como difíciles".

## Filmografía
| Año         | Título                 | Papel           | Notas                  |
| ----------- | ---------------------- | --------------- | ---------------------- |
| 2004        | Go Big                 | Joven Gina      | Película de televisión |
| 2015        | Strangerland           | Lily Parker     |                        |
| 2016        | The Kettering Incident | Joven Anna Macy | 7 episodios            |
| 2018 - 2022 | Dynasty                | Kirby Anders    | Personaje principal    |